# 先且居
先且居（？—？），春秋時期晉國大夫，先軫的長子。因封於霍，又稱霍伯。
其父先軫因為直言極諫，對晉襄公大不敬，但晉襄公反而向他致歉，先軫心中壓力很大，打算以死謝罪，“免冑入狄師，死焉”（不穿甲冑衝入狄人陣中，被殺死）。先且居繼任晉中軍元帥，且居於彭衙之戰中擊敗秦人百里視（孟明視）。